# Епархия Чандэ
Епархия Чандэ (лат. Dioecesis Ciamteana , кит.  中文: 常德) — епархия Римско-Католической Церкви с центром в городе Чандэ, провинция Хунань, Китай. Епархия Чандэ распространяет свою юрисдикцию на часть провинции Хунань. Епархия Чандэ входит в митрополию Чанша. Кафедральным собором епархии Чандэ является церковь Непорочного Зачатия Пресвятой Девы Марии.

## История
2 апреля 1856 года Святым Престолом учредил апостольский викариат Северного Хунаня, выделив его из  апостольского викариата Хунаня (сегодня — архиепархия Чанша).
19 сентября 1879 года апостольский викариат Северного Хунаня был переименован в апостольский викариат Южного Хунаня.
3 декабря 1924 года апостольский викариат Южного Хунаня был переименован в апостольский викариат Чандэ.
В следующие годы апостольский викариат Чандэ передал часть своей территории новым церковным структурам:
- 13 марта 1925 года - апостольской префектуре Юаньлина (сегодня - Епархия Юаньлина);
- 6 мая 1931 года - апостольской префектуре Лисяня;
- 6 мая 1931 года - апостольской префектуре Юэяна;
- 7 июля 1937 года - апостольской префектуре Сяньтаня;

11 декабря 1946 года Римский папа Пий XII издал буллу Quotidia Nos, которой преобразовал апостольский викариат Чандэ в епархию.

## Ординарии епархии
- епископ Luis Pérez y Pérez (10.03.1896 — 15.04.1910);
- епископ Juvencio Hospital de la Puebla (18.09.1911 — март 1917);
- епископ Angel Diego y Carbajal (22.03.1917 — 16.11.1938);
- епископ Gerardo Faustino Herrero Garrote (11.12.1939 — 23.04.1965);
- с 23.04.1965 года кафедра вакантна.

## Источник
- Annuario pontificio, Libreria Editrice Vaticana, Città del Vaticano, 2003, ISBN 88-209-7422-3
- Булла Quotidie Nos  (лат.)